# Călărașii Vechi, Călărași
Călărașii Vechi este un sat în comuna Cuza Vodă din județul Călărași, Muntenia, România.